# クレイグ・ライアン
クレイグ・J・ライアン（Craig J. Ryan, 1952年8月15日 - ）は、アメリカ合衆国カリフォルニア州出身の元プロ野球選手（外野手）。

## 経歴
カリフォルニア州立大学ノースリッジ校から1974年、ボルチモア・オリオールズに入団したが最高で3A止まりでメジャー・リーグへの昇格は果たせなかった。1977年から2年間は、メキシカンリーグでもプレーした。
1981年、近鉄バファローズに入団。契約交渉が決裂して退団したチャーリー・マニエルに代わる選手として期待された。入団当初は「果たせなかった大リーガーの夢を、日本で一流の助っ人になって叶えてやる」と意気込んでいた。しかし、極端なアッパースイングが欠点となり開幕から不振で、6月5日に球団からアイク・ハンプトンに代わり2軍降格を命じられる。当初はこれを拒否していたが、「他球団へのトレードを考慮してほしい」との条件で2軍落ちを受け入れた。ところが、二軍に合流する日となっていた15日に「やはりファームではヤル気がでない。帰国させてほしい」と球団に申し入れて認められたため、16日付けで任意引退での退団が発表され、18日にアメリカへ帰国した。

## 詳細情報

### 年度別打撃成績
| 年 度    | 球 団    | 試 合 | 打 席 | 打 数 | 得 点 | 安 打 | 二 塁 打 | 三 塁 打 | 本 塁 打 | 塁 打 | 打 点 | 盗 塁 | 盗 塁 死 | 犠 打 | 犠 飛 | 四 球 | 敬 遠 | 死 球 | 三 振 | 併 殺 打 | 打 率 | 出 塁 率 | 長 打 率 | O P S |
| -------- | -------- | ----- | ----- | ----- | ----- | ----- | -------- | -------- | -------- | ----- | ----- | ----- | -------- | ----- | ----- | ----- | ----- | ----- | ----- | -------- | ----- | -------- | -------- | ----- |
| 1981     | 近鉄     | 30    | 76    | 71    | 8     | 17    | 2        | 1        | 4        | 33    | 14    | 0     | 0        | 0     | 0     | 5     | 0     | 0     | 10    | 2        | .239  | .289     | .465     | .754  |
| NPB：1年 | NPB：1年 | 30    | 76    | 71    | 8     | 17    | 2        | 1        | 4        | 33    | 14    | 0     | 0        | 0     | 0     | 5     | 0     | 0     | 10    | 2        | .239  | .289     | .465     | .754  |

### 記録
- 初出場：1981年4月6日、対阪急ブレーブス前期1回戦（日本生命球場）、6回裏に白仁天の代打として出場
- 初打席：同上、山田久志の前に凡退
- 初安打：1981年4月11日、対西武ライオンズ前期1回戦（西武ライオンズ球場）、9回表に山下律夫から2塁打
- 初先発出場：1981年4月12日、対西武ライオンズ前期2回戦（西武ライオンズ球場）、8番・左翼手で先発出場
- 初本塁打：1981年4月23日、対阪急ブレーブス前期4回戦（西京極球場）、3回表に山田久志からソロ

### 背番号
- 42 （1981年）